# Arkhimedes (revista)
Arkhimedes (Revista de Física e Matemática) publicado desde 1948, é publicado pela Sociedade Finlandesa de Física e pela Sociedade Finlandesa de Matemática.
A revista inclui artigos sobre questões atuais de pesquisa, resenhas de livros, notícias e discussão de questões atuais e eventos de membros.

## História
Archimedes é uma revista de física e matemática fundada em 1948. Uma das principais ideias da revista é publicar artigos sobre o assunto nas línguas nacionais e por isso também dá atenção ao desenvolvimento do vocabulário. O objetivo da revista é ser uma revista de notícias de física e matemática para membros do clube e outros entusiastas da indústria e publicar artigos científicos em um formato de senso comum, por exemplo, para as necessidades de professores de matemática e física escolares.